# Stethorhanis vandykei
Stethorhanis vandykei is een keversoort uit de familie zwamkevers (Endomychidae). De wetenschappelijke naam van de soort werd in 1930 gepubliceerd door Blaisdell.